# Водянский сельский совет (Верхнеднепровский район)
Водянский сельский совет (укр. Водянська сільська рада) — входит в состав
Верхнеднепровского района
Днепропетровской области
Украины.
Административный центр сельского совета находится в 
с. Водяное.

## Населённые пункты совета
- с. Водяное
- с. Андреевка
- с. Диденково
- с. Зелёное
- с. Зуботрясовка
- с. Кривоносово
- с. Николаевка
- с. Соловьёвка
- с. Томаковка